# スヌーク (潜水艦)
スヌーク (USS Snook, SS-279) は、アメリカ海軍の潜水艦。ガトー級潜水艦の一隻。艦名はアカメ科に近縁なセントロポマス科に属する大型魚の総称「スヌーク」に因む。なお、戦没から16年後にスキップジャック級原子力潜水艦6番艦として2代目「スヌーク (SSN-592)」が就役している。

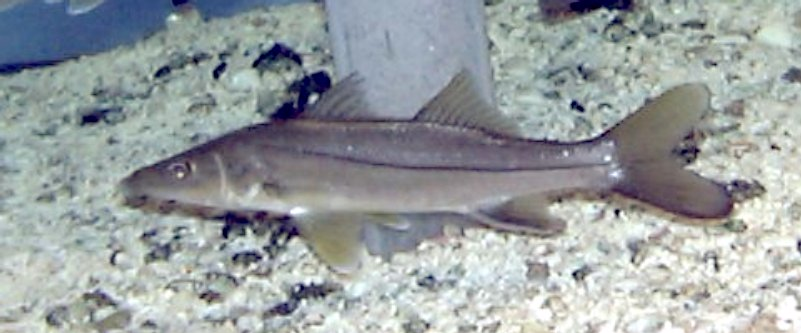
コモン・スヌーク（Common snook）

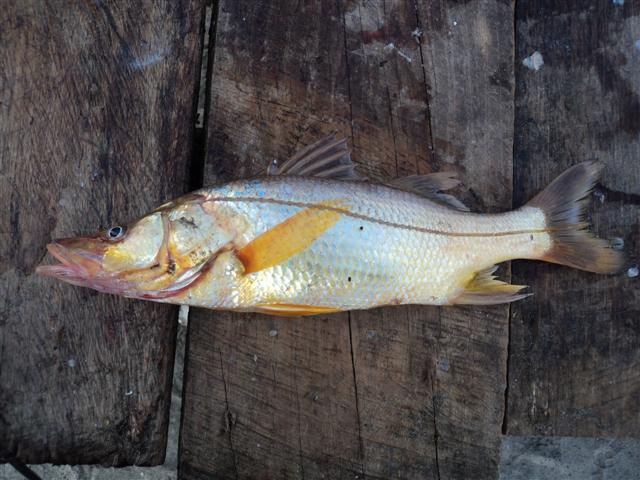
ファット・スヌーク（Fat snook）

## 艦歴
「スヌーク」は1942年4月17日にメイン州キタリーのポーツマス海軍造船所で起工した。1942年8月15日に、潜水艦「S-27 (USS S-27, SS-132) 」の艦長としての英雄的活動で海軍十字章を受章したジェームズ・C・デンプシー中尉夫人によって命名、進水し、1942年10月24日に艦長チャールズ・O・トライベル少佐（アナポリス1929年組）の指揮下就役する。ニューイングランド沖での整調訓練後、1943年3月3日に太平洋に向けてニューロンドンを出航し、真珠湾に到着後12日間在泊した。

### 第1の哨戒 1943年4月 - 5月
4月11日、「スヌーク」は最初の哨戒で東シナ海および黄海方面に向かった。4月30日に上海付近に機雷敷設を行い、その後は北上して黄海の中国沿岸を巡航した。5月5日、「スヌーク」は北緯38度39分 東経122度48分 / 北緯38.650度 東経122.800度の大連沖で2隻の輸送船を発見し追跡を行う。夕方まで2隻を追跡し、魚雷を3本発射。輸送船「錦江丸」（朝鮮郵船、1,264トン）に魚雷を命中させて撃沈し、もう一隻の輸送船「大福丸」（大同海運、3,194トン）は「錦江丸」の運命を知らずに航行を続けたが、沈みゆく「錦江丸」の乗員がホイッスルを鳴らしたため敵の存在に気づく。「大福丸」は回避運動を始め、「スヌーク」から発射された計2本の魚雷を回避した。その後備砲の砲撃をもって「スヌーク」を一旦は射程外に追いやる。「スヌーク」は「大福丸」の頭を押さえる態勢を取り、3本の魚雷を発射。うち1本が船腹に命中し「大福丸」は北緯38度37分 東経122度38分 / 北緯38.617度 東経122.633度の地点で沈没した。5月7日未明、「スヌーク」は北緯35度58分 東経123度31分 / 北緯35.967度 東経123.517度の地点で輸送船団を発見し接近。追いついて良い態勢を取り、最初に魚雷を4本発射した。魚雷は輸送船「東生丸」（木原商船、4,363トン）に命中し撃沈。また、他にも何隻かに損傷を与えたと判断された。5月13日には北緯22度44分 東経128度30分 / 北緯22.733度 東経128.500度の地点で2,000トン級輸送船を発見し、魚雷を2本発射して1本を命中させて撃沈したと判断される。また5月16日にも鳥島の西方で2隻の武装トロール船を破壊した。5月23日、42日間の行動を終えてミッドウェー島に帰投した。

### 第2の哨戒 1943年6月 - 7月

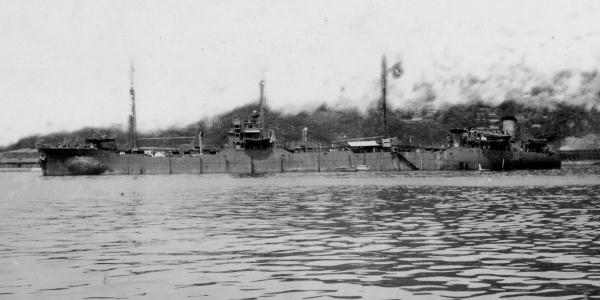
スヌークの雷撃で損傷した特務艦「大瀬」。船首部の膨張と、船体後部で船体が下に屈曲して沈下しているのが確認できる

6月9日、「スヌーク」は2回目の哨戒で南西諸島方面に向かった。6月24日朝、北緯28度45分 東経127度03分 / 北緯28.750度 東経127.050度の奄美大島近海で、6隻の輸送船と2隻の護衛艦、第38号哨戒艇と水雷艇「隼」からなる高雄行きの第169船団を発見。魚雷を4本発射し、魚雷は特務艦「大瀬」の前部と油タンクに命中して大破させた。「スヌーク」は攻撃後一旦は深く潜航し、やがて潜望鏡深度に戻って観測すると、「大瀬」が「第38号哨戒艇」の護衛の下ノロノロと航行しているのが見えた。しかし、直後に航空機の制圧を受けて止めは刺せなかった。7月4日0時前、「スヌーク」は北緯28度29分 東経124度15分 / 北緯28.483度 東経124.250度の地点で、レーダーで三池港から馬公に向かっていた第172船団をとらえた。スヌークは第172船団を追跡の上、2時30分ごろから六度にわたって魚雷を発射する。2時30分ごろに発射された計9本の魚雷は、輸送船「りばぷうる丸」（国際汽船、5,865トン）の左舷船尾に3本命中し、残りの魚雷も陸軍輸送船「幸喜丸」（橋本汽船、5,290トン）に2本命中。「幸喜丸」は間もなく沈没し、「りばぷうる丸」も曳航されたが浸水がひどく沈没した。3時40分ごろから発射された計5本の魚雷は、1本が海軍徴傭船「あとらんちっく丸」（国際汽船、5,872トン）の船尾に命中し航行不能に陥らせたが、沈没は免れた。そのほかの魚雷は応急タンカー「白馬山丸」（太洋興業、6,641トン）に向かったが、命中しなかった。一連の攻撃の締めくくりは「もんてびでお丸型輸送船」に対する二度の攻撃で、魚雷を計5本発射したが命中しなかった。7月18日、スヌークは40日間の行動を終えて真珠湾に帰投した。

### 第3の哨戒 1943年8月 - 10月
8月18日、「スヌーク」は3回目の哨戒で東シナ海に向かった。途中、8月31日と9月1日には南鳥島を攻撃する、チャールズ・A・パウナル少将率いる機動部隊の支援任務で偵察と救助配備に従事し、攻撃後は通常の哨戒に戻った。9月11日には北緯31度21分 東経122度42分 / 北緯31.350度 東経122.700度の地点で輸送船団を発見し、4,000トン級輸送船に対して魚雷を二度にわたり3本ずつ計6本発射したが、命中しなかった。9月13日未明、北緯30度18分 東経123度35分 / 北緯30.300度 東経123.583度の舟山群島沖で第195船団を発見し、魚雷を6本発射。魚雷は2本が船団前列を航行中の台湾航路貨客船「大和丸」（日本郵船、9,655トン）に命中させてこれを撃沈した。その後は北上して、大連から出てくる日本船を狙う。9月22日には北緯39度00分 東経124度20分 / 北緯39.000度 東経124.333度の地点で輸送船「桂浜丸」（土佐商船、715トン）を発見し、魚雷を4本発射して1本を命中させ、再度魚雷を4本発射してもう1本命中させて撃沈した。9月29日には北緯30度25分 東経145度50分 / 北緯30.417度 東経145.833度の地点で、400トンから500トンほどの木造船を発見し、浮上して3インチ砲と機銃掃射で破壊した。10月8日、52日間の行動を終えて真珠湾に帰投した。

### 第4の哨戒 1943年10月 - 12月
10月30日、「スヌーク」は4回目の哨戒で「ハーダー (USS Harder, SS-257)」「パーゴ (USS Pargo, SS-264) 」とウルフパックを構成しマリアナ諸島方面に向かった。11月19日未明には、「ハーダー」が敵輸送船団を攻撃している様子を聴取。11月28日、「スヌーク」は「パーゴ」からの報告に基づいて複数の目標を迎撃する位置に移動する。やがてトラック諸島に向かっていた第3123船団を発見し、23時55分ごろに北緯18度27分 東経140度18分 / 北緯18.450度 東経140.300度の地点で艦首と艦尾の両発射管から魚雷を計10本発射。魚雷は特設運送船「山福丸」（山下汽船、4,928トン）に命中して撃沈する。日付が11月29日に変わって1時ごろに魚雷を計8本発射し、1時50分ごろにも魚雷を計6本発射。魚雷は海軍徴傭船「志賀の浦丸」（三菱汽船、3,512トン）に1本ずつ命中して北緯18度02分 東経138度55分 / 北緯18.033度 東経138.917度の地点で撃沈した。第3123船団への攻撃ですべての魚雷を撃ち尽くした「スヌーク」は、ここで哨戒を打ち切った。12月7日、38日間の行動を終えてミッドウェー島に帰投、真珠湾に回航された。

### 第5の哨戒 1944年1月 - 3月
1944年1月6日、「スヌーク」は5回目の哨戒で東シナ海に向かった。1月23日未明、北緯30度06分 東経141度19分 / 北緯30.100度 東経141.317度の小笠原諸島近海で1隻の大型輸送船と護衛艦を発見し、魚雷を6本発射。魚雷は特設砲艦「まがね丸」（日本海運、3,120トン）に2本命中して撃沈。2月8日には、北緯31度06分 東経128度36分 / 北緯31.100度 東経128.600度の草垣群島近海でモタ02船団から発せられた煙を発見し、追跡の上夜に入って攻撃に移る。北緯31度08分 東経129度37分 / 北緯31.133度 東経129.617度の地点で魚雷を4本発射し、うち2本を陸軍輸送船白根山丸（三井船舶、4,739トン）の船首に命中させたが、白根山丸は沈没せず引き返し、これと相前後して陸軍輸送船「りま丸」（日本郵船、6,989トン）にも魚雷が命中して撃沈した。2時間にわたって21発の爆雷を投じられた「スヌーク」はこれをしのぎ切り、2月9日深夜から2月10日未明にかけては、北緯30度55分 東経129度38分 / 北緯30.917度 東経129.633度の地点で対潜掃討中の敷設艇「鴎」に対して魚雷を4本発射するが回避される。2月14日夜には北緯33度48分 東経128度50分 / 北緯33.800度 東経128.833度の対馬海峡で輸送船「日徳丸」（中村汽船、3,591トン）を発見し、魚雷を3本発射して1本を命中させて撃沈。翌15日にも北緯34度23分 東経128度23分 / 北緯34.383度 東経128.383度の巨済島沖で輸送船「鴎丸」（日本製鐵、875トン）を発見して、魚雷を2本発射して1本を命中させ、こちらも撃沈した。2月20日、「スヌーク」は北緯29度15分 東経132度27分 / 北緯29.250度 東経132.450度の1隻の大型空母と2隻の駆逐艦を発見するが、19ノットの速力で航行していたため7,000ヤードまで接近するのが精いっぱいだった。ミッドウェー島に帰投途中の2月23日には、北緯28度49分 東経141度13分 / 北緯28.817度 東経141.217度の地点で近在の僚艦「プランジャー (USS Plunger, SS-179) 」とともに輸送船団を発見、攻撃し、夜に入って魚雷を5本発射。この攻撃で輸送船「香洋丸」（東洋汽船、5,471トン）を撃沈した。3月6日、60日間の行動を終えて真珠湾に帰投。ハンターズ・ポイント海軍造船所に回航されオーバーホールに入った。また、艦長がジョージ・H・ブローン少佐（アナポリス1934年組）に代わった。

### 第6の哨戒 1944年6月 - 8月
6月24日、「スヌーク」は6回目の哨戒で日本近海に向かった。7月12日に北緯33度24分 東経135度45分 / 北緯33.400度 東経135.750度の潮岬沖で2隻の輸送船を発見し、魚雷を4本発射して1つの命中を聴取、6,000トン級輸送船の撃破を報じた。7月27日にも北緯32度34分 東経131度57分 / 北緯32.567度 東経131.950度の地点で2隻の小型輸送船を発見し、魚雷を6本発射したが取り逃がした。この哨戒では、この2つのもの以外に目標に対する攻撃機会はなかった。8月14日、51日間の行動を終えてミッドウェー島に帰投した。

### 第7の哨戒 1944年9月 - 11月
9月6日、「スヌーク」は7回目の哨戒で「コビア (USS Cobia, SS-245)」、「ポンフレット (USS Pomfret, SS-391) とともにウルフパックを構成し、ルソン海峡方面に向かった。途中、9月25日にサイパン島タナパグ港に寄港し、整備の上10月4日に出航し担当海域に針路を向けた。10月下旬には、「スヌーク」はルソン海峡に近づきつつあった。この頃、ルソン海峡には「ドラム (USS Drum, SS-228)」「アイスフィッシュ (USS Icefish, SS-367)」「ソーフィッシュ (USS Sawfish, SS-276) 」からなるウルフパックと、「シャーク (USS Shark, SS-314)」「シードラゴン (USS Seadragon, SS-194)」「ブラックフィッシュ (USS Blackfish, SS-221) 」からなるウルフパックが張り付いており、日本艦隊や輸送船団の動向を監視していた。10月23日夕方、折からの悪天候の中、ソーフィッシュがマタ30船団に接触し、船団最後尾の特設運送船「君川丸」（川崎汽船、6,863トン）を撃沈。「スヌーク」は「ドラム」のウルフパックに近接していたので、ともにマタ30船団への攻撃に加わることとなった。
「スヌーク」は速力を上げ、10月24日0時前後に「7,500トン級輸送船」に対して魚雷を4本発射し、2本の命中を確認する。2時10分には、「7,500トン級輸送船」と「7,500トン級タンカー」に対して魚雷を3本ずつ計6本発射し、2つの目標に魚雷がそれぞれ1本ずつ命中したのを確認。この攻撃で「7,500トン級タンカー」こと、タンカー「菊水丸」（拿捕船、元オランダ船イリス/三井船舶委託、3,887トン）の船首と缶室に魚雷3本が命中(1本は不発)して炎上した後、沈没した。間髪入れず「1,000トン級護衛艦」に対して魚雷を4本発射したが、命中した様子はなかった。5時ごろには四度目の攻撃で「大型輸送船」に対して魚雷を5本発射し、2本が命中して目標が沈没するのを確認した。「スヌーク」の攻撃はこれで終わり、退避に移った。夕刻に浮上し、「シャーク」との交信を試みたが反応はなかった。2日後の10月27日未明には「2,000トン級輸送船」を発見して魚雷を3本発射し、1本が命中してものすごい煙を発しているのが確認される。「スヌーク」は11月3日に味方パイロットを救助した後、11月18日に60日間の行動を終えて真珠湾に帰投。艦長がジョン・F・ウォーリング中佐（アナポリス1935年組）に代わった。
マタ30船団攻撃での「スヌーク」の戦果は菊水丸の他、輸送船「第一眞盛丸」（原商事、5,878トン）および輸送船「阿里山丸」（三井船舶、6,886トン）の2隻も撃沈したと認定され、「スヌーク」は3隻16,651トンと最も多くの戦果を挙げたとする。しかし、日本側記録と「スヌーク」の記録を素直に信用するならば、第一眞盛丸の被雷と阿里山丸の被雷はそれぞれ24日昼ごろと24日夕方と記録されており、一方の「スヌーク」は5時ごろの四度目の攻撃以降はアクションを起こしておらず、他に攻撃を行った4隻も両船の被雷時刻に戦闘行動を行っておらず、どちらも「シャーク」の雷撃による戦果と思われる。
また、「シードラゴン」の戦果として認定されている陸軍徴傭船「黒龍丸」（大阪商船、7,369トン）の被攻撃時刻に「シードラゴン」がアクションを起こしておらず、ほぼ同じ時刻に「7,500トン級輸送船」に魚雷を2本命中させた「スヌーク」こそが、「黒龍丸」を撃沈した真の潜水艦の可能性もある。なお、「スヌーク」の戦時日誌記載の時刻と日本側時刻との時差は約1時間である。

### 第8の哨戒 1944年12月 - 1945年2月
12月25日、「スヌーク」は8回目の哨戒で千島列島方面に向かった。択捉島近海から占守島近海を行動したこの哨戒の間、2隻のソ連船および1隻の小型警備艇にしか遭遇せず、小型警備艇はすぐに消え失せた。それ以外にはいかなる艦船にも遭遇せず、攻撃機会もなかった。1945年2月17日、54日間の行動を終えてミッドウェー島に帰投した。

### 最後の哨戒 1945年3月 - 5月
3月25日、「スヌーク」は9回目の哨戒で「バング (USS Bang, SS-385)」「バーフィッシュ (USS Burrfish, SS-312) 」とウルフパックを構成し東シナ海に向かったが、出撃直後に故障が発生して一旦引き返し、3月28日に再度出撃した。「スヌーク」は気象情報を送信する任務を続けた後、4月1日に「ティグロン (USS Tigrone, SS-419) 」と合流してパイロットの救助任務を命じられた。4月8日にスヌークは僚艦のティグロンにその位置を知らせた。その位置は7時40分現在で北緯18度40分 東経110度40分 / 北緯18.667度 東経110.667度の「ゼブラ」と称された地点だった。翌日、「ティグロン」から通信が行われたがそれは受信されなかった。「スヌーク」はルソン海峡に向かったことが考えられた。4月12日に「スヌーク」は先島諸島でイギリス第57任務部隊を救助支援する任務を割り当てられていた。しかし4月20日、第57任務部隊の司令官は、艦載機が「スヌーク」の担当海域に着水したが、「スヌーク」との通信は取れなかったと報告した。「スヌーク」はその海域を偵察し、命令を確認することを命じられていた。「スヌーク」からの通信がなかったため、「バング」が「スヌーク」と接触するため同海域に送られた。「バング」は到着し、漂流中のパイロットを救助したものの、他の潜水艦を確認することはできなかった。5月16日に「スヌーク」は喪失したものと推定され、ウォーリング中佐以下84名の乗員は戦死したものとされた。
「スヌーク」の喪失原因は不明である。一時期、潜水艦「伊56」の雷撃が喪失原因とアメリカ側が記述したこともあったが、そのアメリカ側の記録では「伊56」は4月5日に撃沈されたとしており、この説は「ティグロン」の受信記録を踏まえると矛盾があって現実的ではない。「スヌーク」沈没に該当するのではないかと思われる日本側の記録には次の二つがある。一つ目は第九五一海軍航空隊の舟山列島派遣隊所属の零式水上偵察機および東海が4月9日に行なった攻撃。二つ目は4月14日に舟山列島付近で海防艦「沖縄」「第8号海防艦」「第32号海防艦」が行った攻撃である。
「スヌーク」はその2年半の現役任務の間に17隻の敵艦を撃沈した。第二次世界大戦の戦功で7個の従軍星章を受章した。